# Cardanus (månkrater)
För andra betydelser, se Cardanus.
Cardanus är en nedslagskrater på månen. Cardanus har fått sitt namn efter den italienske uppfinnaren och matematikern Girolamo Cardano.
Kratern har en diameter på ungefär 49 km.

## Satellitkratrar
| Cardanus | Latitud | Longitud | Diameter |
| -------- | ------- | -------- | -------- |
| B        | 11.4° N | 73.8° V  | 13 km    |
| C        | 11.3° N | 76.2° V  | 14 km    |
| E        | 12.7° N | 70.7° V  | 6 km     |
| G        | 11.5° N | 74.9° V  | 8 km     |
| K        | 14.2° N | 76.8° V  | 8 km     |
| M        | 14.9° N | 77.1° V  | 9 km     |
| R        | 12.3° N | 73.4° V  | 21 km    |